# Arboretum du Kirchberg
L'Arboretum du Kirchberg est un arboretum situé sur le Plateau du Kirchberg à Luxembourg, au Luxembourg. 
Il a été fondé en 1994 dans le cadre de l'aménagement du quartier du Kirchberg lequel accueille des Institutions de l'Union européenne, bancaires, culturelles ou économiques. 
Il s'étend sur 30 hectares répartis entre les 3 parcs que comportent le quartier : 
- Parc Central
- Parc Réimerwee
- Parc Klosegrënnchen.

Le Musée national d'histoire naturelle du Luxembourg assure la gestion scientifique de la collection, qui s’élargit constamment et comporte actuellement quelque 450 espèces et variétés, étiquetées en 4 langues. Le financement des plantations est assuré par le Fonds d’urbanisation et d’aménagement du plateau de Kirchberg.

## Travaux
Le Musée national d'histoire naturelle du Luxembourg publie chaque année un Index seminum dédié à l'arboretum.